# Урицкого (Казань)
Урицкого, посёлок Урицкого — посёлок в Московском районе Казани.

## География
Находится на севере центральной части Московского района, между парком Урицкого (бывший Удельный лес) с юга и запада, железной дорогой с севера и территорией электромеханического завода с востока. 

## История
Возник в первой половине 1930-х годов как посёлок инженерно-технических работников строящегося Казанского авиакомбината. Первоначально имел название Посёлок ИТР. К второй половине 1930-х годов к посёлку была подведена трамвайная линия, по которой в разное время ходили маршруты №№ 7 и 10. В конце 1930-х годов переименован в посёлок Урицкого. К тому времени он состоял из более чем 20-ти жилых домов, имевших свою внутреннюю нумерацию.
В советское время большая часть домов посёлка находилась на балансе предприятий, связанных с авиационной промышленностью: авиационный и моторостроительный заводы, стройтрест № 1 Главтатстроя (бывший трест № 14 МАП СССР, Коломенская, 26); также некоторые дома были построены ТЭЦ-2 (Королёва, 57а, 57б, 63, Хасана Туфана, 29), КПОГАТ-2 (Королёва, 42), электромеханическим заводом (ул. Х. Туфана, 30/24), Казанским отделением ГЖД (Королёва, 41, 43, 45, Хасана Туфана, 28а), управлением «Татметчерснабсбыт» (Хасана Туфана, 26а, Гагарина 48) и другими предприятиями.
В постсоветское время часть жилых домов посёлка была снесена как аварийное жильё; также планируется снести часть домов при постройке ВСМ Москва — Казань.

## Транспорт
Ближайшие к посёлку остановки общественного транспорта находятся на улицах Васильченко, Восстания и Декабристов. Ближайшая станция метро — «Северный вокзал».